# Drew Stanton
Drew Stanton (* 7. Mai 1984 in Lansing, Michigan) ist ein US-amerikanischer American-Football-Spieler auf der Position des Quarterbacks. Er spielte in der National Football League (NFL) für die Detroit Lions, die New York Jets, die Indianapolis Colts, die Arizona Cardinals, die Cleveland Browns und die Tampa Bay Buccaneers.

## Frühere Jahre
Stanton spielte an der Michigan State University für die Michigan State Spartans. Die ersten zwei Jahre war Stanton Backup von Jeff Smoker. Im Jahr 2005 wurde Stanton Starting-Quarterback der Spartans. Er wurde 2007 für den Senior Bowl nominiert und führte seine Mannschaft zu einem 27:0-Sieg. Stanton wurde zum Senior Bowl MVP gewählt.

## Profi-Karriere
Stanton ging im Jahr 2007 in die NFL Draft und wurde von den Detroit Lions in der zweiten Runde an 43. Stelle ausgewählt. Er sollte hinter Jon Kitna und dessen Backup langsam aufgebaut und der zukünftige Quarterback der Lions werden. Nach Kitnas Verletzung in der Saison 2008 wurde Stanton hinter Dan Orlovsky Backup-Quarterback für den Rest der Saison. Da die Lions die Saison mit null Siegen bei 16 Niederlagen als schlechtestes Team der NFL beendeten, wurden in Detroit alle Entscheidungsträger ausgetauscht und ein Neuaufbau des Teams angestrebt. Der ganze Kader wurde nahezu komplett ausgetauscht, Stanton jedoch blieb in Detroit, obwohl man sich auf Matthew Stafford und Daunte Culpepper als Quarterbacks Nr. 1 und 2 festgelegt hatte, mit denen man in die Saison gehen wollte. Stanton wurde wieder dritter Quarterback. In Woche 16 gegen die San Francisco 49ers machte Stanton sein erstes Spiel als Starter. Er konnte jedoch nicht überzeugen und wurde im vierten Quarter gegen Culpepper ausgetauscht.
Am 16. März 2012 unterschrieb Stanton einen Einjahresvertrag bei den New York Jets.
Aufgrund der Verpflichtung von Tim Tebow wurde er bereits eine Woche später für einen Sechstrunden-Draftpick an die Indianapolis Colts abgegeben. Nachdem er dort ein Jahr gespielt hatte, wechselte er am 13. März 2013 zu den Arizona Cardinals, wo er einen Dreijahresvertrag unterschrieb.
Nach der Saison 2017, in der er hinter Carson Palmer der Backup-Quarterback bei den Arizona Cardinals war, wurde er durch das Auslaufen seines Vertragen zum Free Agent. Daraufhin schloss er sich den Cleveland Browns an und wurde mit einem Zweijahresvertrag ausgestattet.
Nachdem Quarterback Josh Rosen zu den San Francisco 49ers wechselte, wurde Stanton wegen seiner umfassenden Erfahrung mit der Offensive von Head Coach Bruce Arians am 25. Dezember 2020 für den Practice Squad der Tampa Bay Buccaneers verpflichtet.